# Serra Arıtürk
Serra Arıtürk (* 22. Juni 1998 in Istanbul) ist eine türkische Schauspielerin und Sängerin.

## Leben und Karriere
Arıtürk wurde am 22. Juni 1998 in Istanbul geboren. Sie studierte an der Acıbadem Mehmet Ali Aydınlar Üniversitesi. 2019 veröffentlichte sie ihre Single „Kendimi Bilmeden“. Außerdem tauchte Arıtürk in Amy Winehouses Musikvideo auf. 2021 bekam sie in der Fernsehserie Aşkın Tarifi die Hauptrolle. Seit 2022 spielt sie in der Netflixserie Kulüp mit.

## Filmografie
- 2019: Uykusuzlar Kulübü
- 2019: Genç Sahne
- 2021: Aşkın Tarifi
- 2022: Kulüp

## Diskografie

### Singles
- 2019: „Kendimi Bilmeden“
- 2020: „Kimse Yok“ mit Osman Çetin
- 2020: „Olmazdım“
- 2022: „PUSULA“